# Зализнячка
Зализнячка (укр. Залізнячка) — село в Катеринопольском районе Черкасской области Украины.
Почтовый индекс — 20505. Телефонный код — 4742.

## Население
Население по переписи 2001 года составляло 855 человек.

### Языковой состав
Родной язык населения по данным переписи 2001 года:
| Язык       | Численность, чел. | Доля     |
| ---------- | ----------------- | -------- |
| Украинский | 844               | 98,71 %  |
| Русский    | 10                | 1,17 %   |
| Другое     | 1                 | 0,12 %   |
| Итого      | 855               | 100,00 % |

## История
Название села происходит от имени Максима Зализняка[уточнить] (около 1740 — после 1768) казацкого атамана периода Колиивщины, гайдамацкого восстания (1768—1769 годов), который по пути на Умань соорудил в селе деревянную церковь, остатки которой после сожжения в 1930-х годах красноармейцами находятся сразу за развалинами местного Дома культуры. Под слоем грунта обнаруживаются толстый слой пепла, кованные четырёхгранные гвозди, остатки кирпичной кладки. Рядом при рытье канавы обнаружены останки двух монахов. В центре села в частном владении стоит старинный большой (около 2-х метров) каменный крест, на окраине села (царина) стоит такой же, чуть поменьше. Возле кладбища на горе, (на котором первые надписи на крестах отмечаются с 1700-х годов), в конце семидесятых годов XX века найдены следы древней печи с остатками глиняных изделий — горшков, мисок, относящихся, по-видимому, к следам периода трыпильской культуры 7—6 тыс. до н. э. В другом месте, при рытье ямы под погреб на глубине 3-х метров были найдены кости мамонта, которые были переданы в школьный музей. При выезде из села на трассу Катеринополь-Звенигородка возле перекрёстка находится скифская могила, в которой были найдены останки скифского воина.
Во время Великой Отечественной войны район села был в центре боевых действий Красной Армии и немецких войск, знаменитой Корсунь-Шевченковской операции в январе-феврале 1944 года, где осуществлялось смыкание кольца окружения немецких войск Красной Армией. В окрестностях села иногда находят следы войны: патроны, гильзы, гранаты, неразорвавшиеся снаряды и бомбы, поржавевшие детали оружия.
В центре села находятся магазин, школа, церковь, детский сад, медпункт, а также мемориал павшим односельчанам в Великую Отечественную войну.

## Местный совет
20505, Черкасская обл., Катеринопольский р-н, пгт Ерки, ул. Свердлова, 2